# Майгатт, Робертсон
Робертсон Майгатт (англ. Robertson Kirtland Mygatt; 1861—1919) — американский художник-импрессионист и гравёр; некоторые его работы выполнены в стиле тонализма.

## Биография

Sailing on a Summer Day, 1913

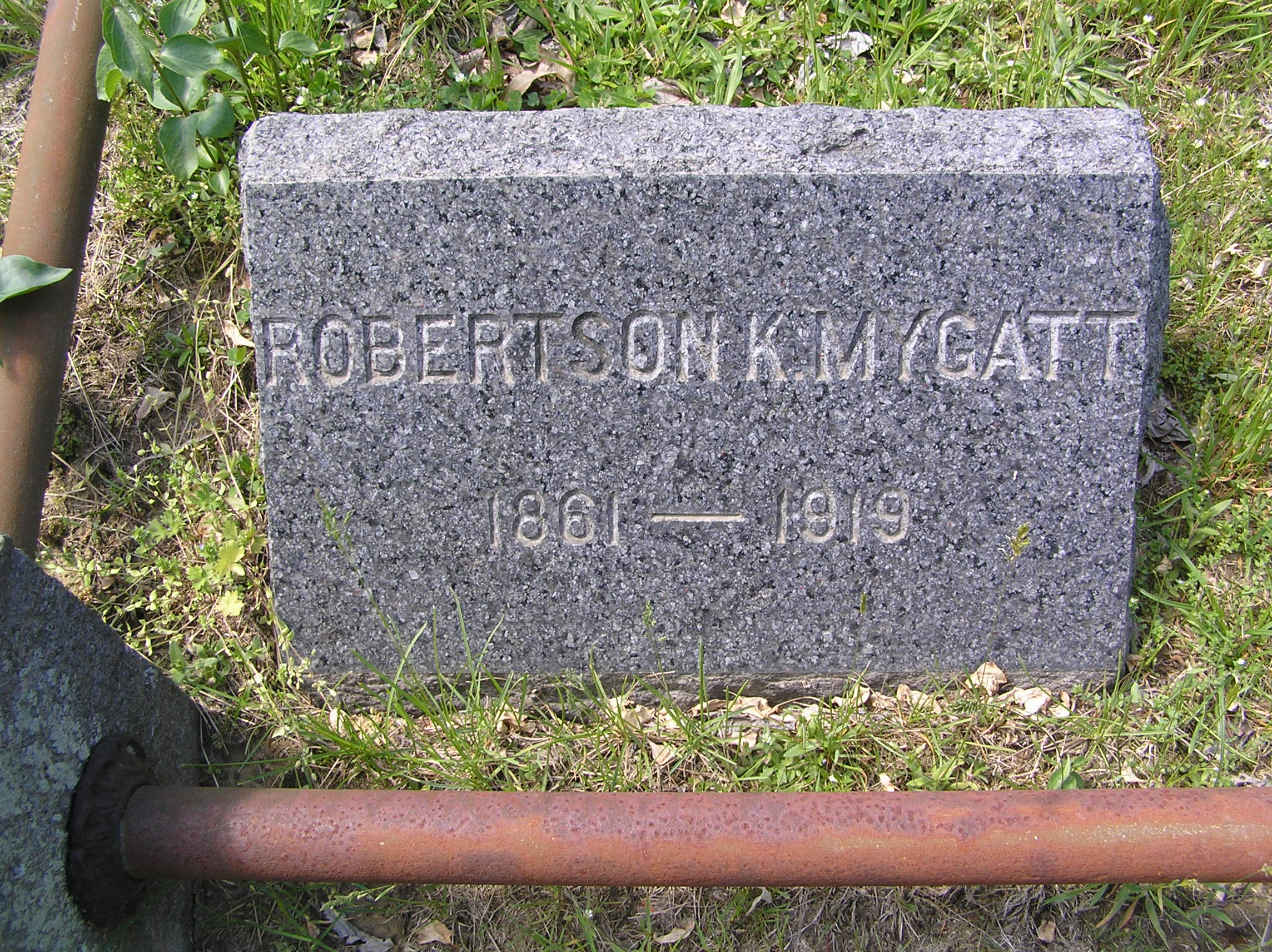
Надгробный памятник

Родился 12 октября 1861 года в Нью-Йорке.
Обучался в Лиге студентов-художников Нью-Йорка с художниками Джоном Твахтманом и Уильямом Чейзом. Также некоторое время обучался в Европе.
Кроме живописи, Майгатт также был талантливым гравёром, но живопись маслом преобладала в его карьере. Свои работы выставлял в Пенсильванской академии изящных искусств, Чикагском институте искусств, Национальной академии дизайна, Обществе американских художников и Salmagundi Club. Одна из его работ была представлена на Всемирной выставке в Сент-Луисе в 1904 году и получила серебряную медаль.
Работы художника мало были представлены в коллекциях до середины 1960-х годов, когда умер последний из его прямых потомков и картины стали доступны для продажи. После этого его труды появились в музеях и частных руках, популярность Майгатта стала расти.
Робертсон Майгатт проживал в Риджфилде, штат Коннектикут, но умер 19 декабря 1919 года в Нью-Йорке и был похоронен на кладбище «Сонная лощина» в округе Уэстчестер, штат Нью-Йорк.